# Lenka Masná
Lenka Masná (* 22. April 1985 in Nový Jičín, Tschechoslowakei) ist eine ehemalige tschechische Mittelstreckenläuferin, die sich auf die 800-Meter-Distanz spezialisiert hat.

## Sportliche Laufbahn
Erste internationale Erfahrungen sammelte Lenka Masná im Jahr 2007, als sie bei den U23-Europameisterschaften in Debrecen in 2:04,17 min den achten Platz über 800 Meter belegte. 2009 schied sie bei den Weltmeisterschaften in Berlin mit 2:02,55 min im Halbfinale aus und im Jahr darauf kam sie bei den Hallenweltmeisterschaften in Doha mit 2:03,59 min nicht über den Vorlauf hinaus. Im Juli gelangte sie dann bei den Europameisterschaften in Barcelona mit 1:59,91 min auf den fünften Platz. 2011 schied sie bei den Halleneuropameisterschaften in Paris mit 2:06,05 min in der Vorrunde aus und auch im Jahr darauf kam sie bei den Hallenweltmeisterschaften in Istanbul mit 2:03,08 min nicht über den Vorlauf hinaus. Im Juni schied sie bei den Europameisterschaften in Helsinki mit 2:05,75 min im Semifinale aus, ehe sie bei den Olympischen Sommerspielen in London mit 2:08,68 min in der ersten Runde ausschied. 2013 schied sie bei den Halleneuropameisterschaften in Göteborg mit 2:03,40 min im Halbfinale über 800 Meter aus und gewann mit der tschechischen 4-mal-400-Meter-Staffel in 3:28,49 min gemeinsam mit Denisa Rosolová, Jitka Bartoničková und Zuzana Hejnová die Bronzemedaille hinter den Teams aus dem Vereinigten Königreich und Russland. Im August gelangte sie bei den Weltmeisterschaften in Moskau mit 2:00,59 min im Finale auf den siebten Platz über 800 Meter und im Jahr darauf wurde sie bei den Hallenweltmeisterschaften in Sopot in 2:02,46 min Fünfte. Anfang Mai gelangte sie bei der Doha Diamond League mit 2:00,20 min auf Rang drei. Im August schied sie dann bei den Europameisterschaften in Zürich mit 2:01,80 min im Semifinale aus. 2015 schied sie bei den Halleneuropameisterschaften in Prag mit 2:10,36 min erneut im Halbfinale aus und 2017 kam sie bei den Halleneuropameisterschaften in Belgrad mit 2:05,64 min nicht über den Vorlauf hinaus. 2019 beendete sie dann ihre aktive sportliche Karriere im Alter von 34 Jahren.
In den Jahren 2008 und 2010 wurde Masná tschechische Meisterin im 800-Meter-Lauf. Zudem wurde sie 2013 Hallenmeisterin im 400-Meter-Lauf sowie 2009 über 800 Meter und 2011 und 2011 im 1500-Meter-Lauf.

## Persönliche Bestleistungen
- 400 Meter: 53,02 s, 17. Juni 2012 in Vyškov
  - 400 Meter (Halle): 53,73 s, 26. Februar 2012 in Prag
  - 600 Meter (Halle): 1:27,90 min, 23. Januar 2015 in Prag
- 800 Meter: 1:59,56 min, 16. August 2013 in Moskau
  - 800 Meter (Halle): 2:01,25 min, 7. März 2014 in Sopot
- 1000 Meter: 2:38,01 min, 17. Mai 2009 in Pliezhausen
- 1500 Meter: 4:18,36 min, 27. Juni 2009 in Prag
  - 1500 Meter (Halle): 4:18,86 min, 28. Februar 2010 in Prag